# IFK Sundsvall
IFK Sundsvall är en idrottsförening i Sundsvall i Sverige. Klubben bildades 22 februari 1895 och har genom åren haft flera grenar på programmet, bland annat fotboll, friidrott och varpa. I dag är klubben en renodlad fotbollsklubb med ett herrlag i division 4 Medelpad.
Klubbens storhetstid var på 1970- och 1980-talet då de spelade fem säsonger i fotbollens högsta serie i Sverige, Allsvenskan, med en sjundeplats som bäst 1980.
Hemmaarena är Baldershovs IP strax norr om Sundsvall. Tidigare spelade klubben sina matcher på Idrottsparken.
Ungdomsverksamheten bröt sig ur och bildade Sundsvalls FF 2010 på grund av klubbens trassliga ekonomi.
Friidrotten bedrivs sedan 1977 i Sundsvalls friidrottsförening.

## Grenar

### Fotboll
Herrlaget i fotboll har spelat fem säsonger i Allsvenskan: 1976-1977 och 1979-1981. IFK Sundsvall tog då för en tid över som kommunens (och Norrlands) bästa lag efter ärkerivalen GIF Sundsvalls ettåriga sejourer i Allsvenskan 1965 och 1975. Den bästa placeringen var en sjundeplats i Fotbollsallsvenskan 1980.
Publikrekordet är 10 650 mot IFK Norrköping i Allsvenskan 16 maj 1976 (på Idrottsparken).
År 1983 vann de 18-åriga pojkjuniorerna SM-guld under ledning av Erik Hamrén.
1992 kvalade laget till Allsvenskan men förlorade mot Helsingborg. Året efter, 1993 åkte IFK ur näst högsta serien, division 1. Därefter har klubben rasat genom seriesystemet. 
Efter att ha varit nere och vänt i division 5 2019 spelar klubben sedan 2020 i division 4.

### Kända spelare
- Bo Börjesson
- Staffan Isaksson
- Lennart Dufva
- Reine Almqvist
- Olle Nordin
- Lars Holmkvist
- Weah Eprahim Harris
- Lennart Ottordahl
- Lars Engblom
- Jan Eriksson
- Lennart Bergman
- Michael Brundin
- Patrik Eriksson-Ohlsson
- Tony Gustavsson
- Benny Mattsson
- Pontus Engblom
- Linus Hallenius
- Rolf Bronco Hansson

### Kända tränare
- Erik Hamrén

### Fotnoter
1. ↑  Martin Alsiö (10 april 2004). ”De allsvenska klubbarnas födelsedagar”. Bolletinen. http://www.bolletinen.se/sfs/allsvenskan/grundades.pdf. Läst 10 oktober 2011.
2. ↑  ”IFK:s ungdomar bildar eget”. https://www.st.nu/artikel/ifk-s-ungdomar-bildar-eget. Läst 24 april 2019.
3. ↑  ”IFK Sundsvall - lagsida”. Svenska fotbollsförbundet. https://medelpad.svenskfotboll.se/rs/lagsida/ifk-sundsvall/25732/. Läst 29 augusti 2024.[död länk]